# Sân bay quốc tế Moi
Sân bay quốc tế Moi (IATA: MBA, ICAO: HKMO), cũng gọi là Sân bay Mombasa, là một sân bay ở thành phố Mombasa, là sân bay quan trọng thứ 2 ở Kenya, sau Sân bay quốc tế Jomo Kenyatta ở Nairobi. Sân bay Moi nằm ở thị trấn Port Reitz.
Ban đầu sân bay này có tên "Sân bay Port Reitz". Sân bay này được Công binh Quân đội Nam Phi xây trong thời đệ nhị thế chiến. Sân bay này đã được mở rộng thành sân bay quốc tế năm 1979.

## Các hãng hàng không và các tuyến điểm
- Airkenya Express (Nairobi-Wilson)
- Condor Airlines (Frankfurt)
- Corsairfly (Paris-Orly)
- East African Safari Air (Nairobi)
- Edelweiss Air (Zurich)
- Fly540 (Nairobi)
- Kenya Airways (London-Heathrow [theo mùa, bắt đầu ngày 21 tháng 6, Nairobi)
- Martinair (Brussels, Amsterdam)
- Neos (Milan-Malpensa)
- Precision Air (Dar es Salaam)